# Боке (Кальвадос)
Боке́ (фр. Bauquay) — коммуна во Франции, находится в регионе Нижняя Нормандия. Департамент коммуны — Кальвадос. Входит в состав кантона Оне-сюр-Одон. Округ коммуны — Вир.
Код INSEE коммуны — 14056.

## Население
Население коммуны на 2010 год составляло 254 человека.
| 1962 | 1968 | 1975 | 1982 | 1990 | 1999 | 2010 |
| ---- | ---- | ---- | ---- | ---- | ---- | ---- |
| 148  | 132  | 120  | 149  | 151  | 165  | 254  |

## Экономика
В 2010 году среди 166 человек трудоспособного возраста (15—64 лет) 137 были экономически активными, 29 — неактивными (показатель активности — 82,5 %, в 1999 году было 72,4 %). Из 137 активных жителей работали 127 человек (66 мужчин и 61 женщина), безработных было 10 (4 мужчины и 6 женщин). Среди 29 неактивных 5 человек были учениками или студентами, 14 — пенсионерами, 10 были неактивными по другим причинам.